# Чентро Акољијенца Алто Вичентино (Виченца)
Чентро Акољијенца Алто Вичентино је насеље у Италији у округу Виченца, региону Венето.
Према процени из 2011. у насељу је живело 238 становника. Насеље се налази на надморској висини од 89 м.